# 뉘하운

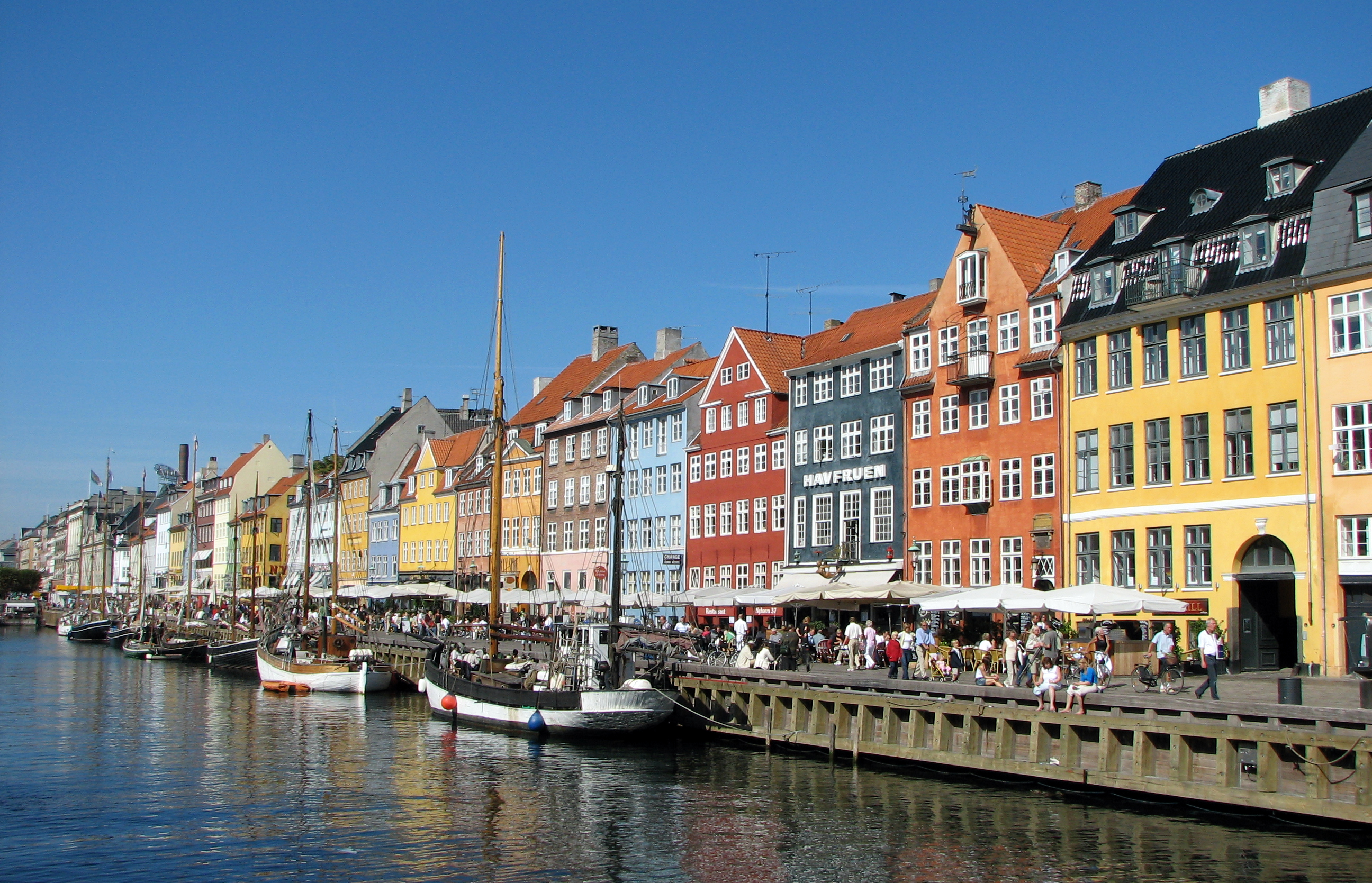
뉘하운

뉘하운(덴마크어: Nyhavn)은 덴마크의 수도인 코펜하겐에 위치한 지역이다. 뉘하운은 덴마크어로 "새로운 항구"를 뜻한다.
1670년부터 1673년까지 덴마크의 크리스티안 5세 국왕이 뉘하운 건설 계획을 수립했으며 1658년부터 1660년 사이에 일어난 덴마크-스웨덴 전쟁에서 생포된 스웨덴 출신 전쟁 포로들에 의해 건설되었다.
뉘하운은 콩엔스 뉘토르브 광장(Kongens Nytorv)과 바다를 연결하는 관문 역할을 수행했으며 수많은 화물선들과 어선들이 이 곳에 기항했다. 또한 맥주, 어부, 매춘으로 악명높았던 곳이기도 하다. 1845년부터 1864년까지 한스 크리스티안 안데르센이 이 곳에 거주하기도 했다. 뉘하운과 연결된 최초의 다리는 1875년 2월 6일에 개통된 목조 인도교이다. 이 다리는 1912년에 현재의 다리로 대체되었다.
뉘하운 안에는 부두, 운하, 오락 지대가 들어서 있다. 부두로 사용되고 있는 수로에는 수많은 요트와 관광선이 오간다. 뉘하운 북쪽에는 나무, 벽돌, 석회로 만든 형형색색의 건축물들이 들어서 있다.